# اوکسانا دورودنوا
اوکسانا دورودنوا (روسی: Оксана Анатольевна Дороднова؛ زادهٔ ۱۴ آوریل ۱۹۷۴) قایقران روئینگ اهل روسیه است.